# Velociraptor
A Velociraptor (nevének jelentése: 'gyors rabló', a latin velox 'gyors' és raptor 'rabló', 'fosztogató' szavak összetételéből) a theropoda alrendbe tartozó Dromaeosauridae család legismertebb neme, amely körülbelül 75–71 millió évvel ezelőtt élt, a késő kréta kor végén. Jelenleg két faja ismert, de korábban több fajt is ebbe a nembe soroltak be. Típusfaja a V. mongoliensis, melynek fosszíliáit a közép-ázsiai Mongólia területén találták meg. A második fajt, a V. osmolskae-t 2008-ban nevezték el egy belső-mongóliai koponya alapján.
A többi dromaeosauridánál, például a Deinonychusnál és az Achillobatornál kisebb, nagyjából pulyka méretű volt, de számos, azokéhoz hasonló anatómiai tulajdonsággal rendelkezett. Két lábon járó, tollas húsevő volt, hosszú, merev farokkal, hátsó lábain megnagyobbodott, sarló alakú karommal, melyet a zsákmány megragadására, illetve a fákon való kapaszkodásra használt. A Velociraptor hosszú, alacsony koponyája, és felfelé álló pofája alapján könnyen megkülönböztethető a többi dromaeosauridától.
A Jurassic Parkban szereplő Velociraptorok valójában Deinonychusok voltak, de a könyv írásakor egy genusba sorolták  őket, és később a filmben is így szerepeltek. Az őslénykutatók a fellelt több mint egy tucat fosszilis csontváznak köszönhetően ezt a dromaeosaurida nemet ismerik a legjobban. A leletek között egy különlegesség is található, amely egy Velociraptorral harcoló Protoceratops maradványait is tartalmazza.

## Anatómia

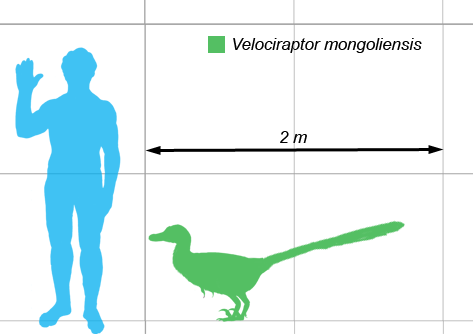
A Velociraptor mongoliensis és az ember méretének összehasonlítása

A közepes méretű dromaeosauridák közé tartozó Velociraptor felnőtt példányai nagyjából 2,07 méter hosszúak és (csípőjüknél) 0,5 méter magasak voltak, tömegük 15–19,7 kilogramm lehetett. A koponyájuk átlag 25 centiméter hosszú, szokatlanul felfelé görbülő, felül homorú, alul pedig domború felületű. Állkapcsuk mindkét oldalát 26–28, egymástól távol álló fog szegélyezi, melyek hátsó éle recésebb az elsőnél – feltehetőleg azért, hogy a gyorsan mozgó zsákmányt könnyebben meg tudják ragadni és a szájukban tudják tartani.
Mint a többi dromaeosaurida, a Velociraptor is nagy, háromujjú kezekkel, ujjain pedig erősen hajlított karmokkal rendelkezik, kézcsontjainak felépítése és rugalmassága a későbbi madarak repülésre használt csontjaira emlékeztet. A három ujj közül az első a legrövidebb, a második a leghosszabb. A kézcsukló csontjai meggátolják a csukló elfordítását, és arra késztetik a kezeket, hogy inkább tenyérrel befelé, mintsem lefelé forduljanak. A legtöbb – hátsó lábuk mindhárom ujján járó – theropodától eltérően a dromaeosauridák és így a Velociraptor is csak a harmadik és negyedik ujján járt. Más theropodákhoz hasonlóan az első lábujja (a hallux) kicsi, és csupán egy kis fűkarom helyezkedett el rajta. A második – amely ismertté tette az állatot – nagyban módosult, járás közben a föld felett felfelé állt. Egy aránylag nagy, sarló alakú karom nőtt rajta, mely a dromaeosaurida és a troodontida dinoszauruszok jellegzetessége. A megnagyobbodott, külső élén körülbelül 65 milliméter hosszú karom valószínűleg a zsákmány felhasítására vagy a vergődő préda leszorítására szolgált.
A Velociraptor farka merev, mivel felső részén hosszú csigolyanyúlványok, alsó részén pedig elcsontosodott inak találhatók. A csigolyanyúlványok a tizedik farokcsigolyánál jelennek meg és a negyedikig tartanak. A merevítés révén az egész farok botszerű, függőleges mozgásában gátolva van. Bár csak egyetlen egyed farokcsigolyái őrződtek meg S-alakban, feltételezhető, hogy a farok vízszintesen valamelyest hajlékonyabb volt. A farok e módosulásai feltehetőleg jó egyensúlyt és stabilitást biztosítottak fordulás esetén, különösen nagy sebesség mellett.
2007-ben Alan Turner, Peter Makovicky és Mark Norell őslénykutatók kollégáikkal együtt tollszárcsomókról számoltak be egy Mongóliából előkerült, jól megőrződött Velociraptor mongoliensis mellső lába esetében, igazolva a tollak jelenlétét ennél a fajnál.

## Felfedezés

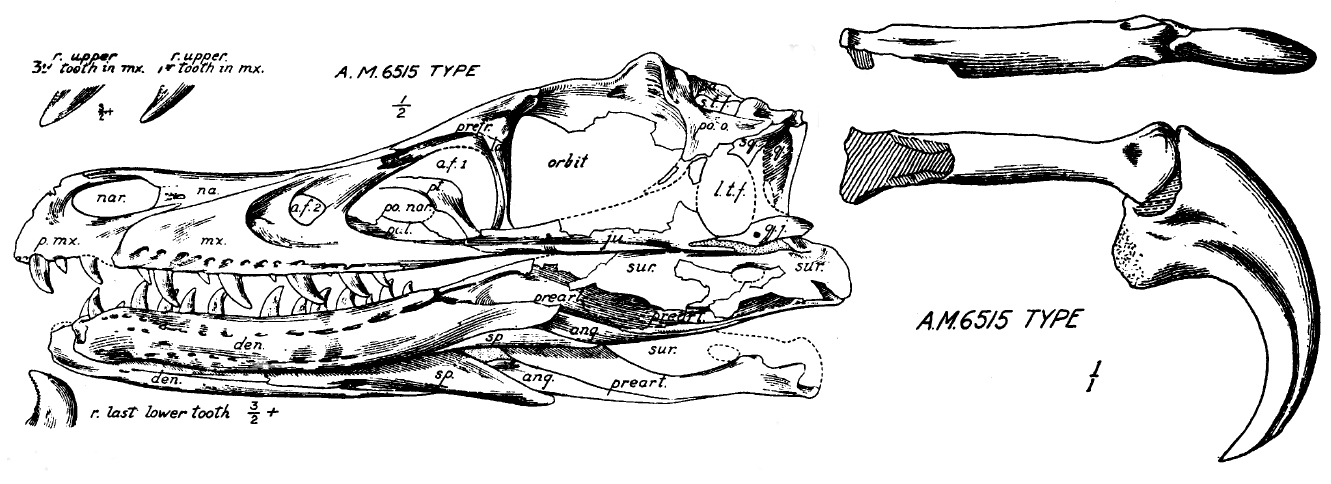
Henry F. Osborn 1924-es rajza a Velociraptor koponyájáról

1922-ben az Amerikai Természetrajzi Múzeum (American Museum of Natural History) expedíciója során a mongóliai Góbi-sivatagban bukkantak rá az első (AMNH 6515 jelzésű) Velociraptor-fosszíliára: egy sérült, de hiánytalan koponyára és egy második lábujjhoz tartozó karomra. Két évvel később a múzeum vezetője, Henry Fairfield Osborn egy újságcikkben ismertette az állatot, „Ovoraptor djadochtari” néven (amely nem összetévesztendő az Oviraptorral). Mivel azonban az „Ovoraptor”-t nem tudományos folyóiratban publikálták, és nem készült róla szabályszerű leírás, nomen nudum ('csupasz nevű', avagy 'névtelen') maradt, és a Velociraptor név kapott elsőbbséget. 1924-ben Osborn a koponyát és a karmot (melyről azt hitte, hogy a kézhez tartozik) az általa megalkotott Velociraptor nemhez tartozóként sorolta be. A név a latin velox (jelentése: gyors) és raptor (jelentése: rabló, fosztogató) szavakból származik, és az állat gyors mozgására és ragadozó mivoltára utal. Osborn a fajt (V. mongoliensis), az ország után nevezte el, amelyből a lelet származott.

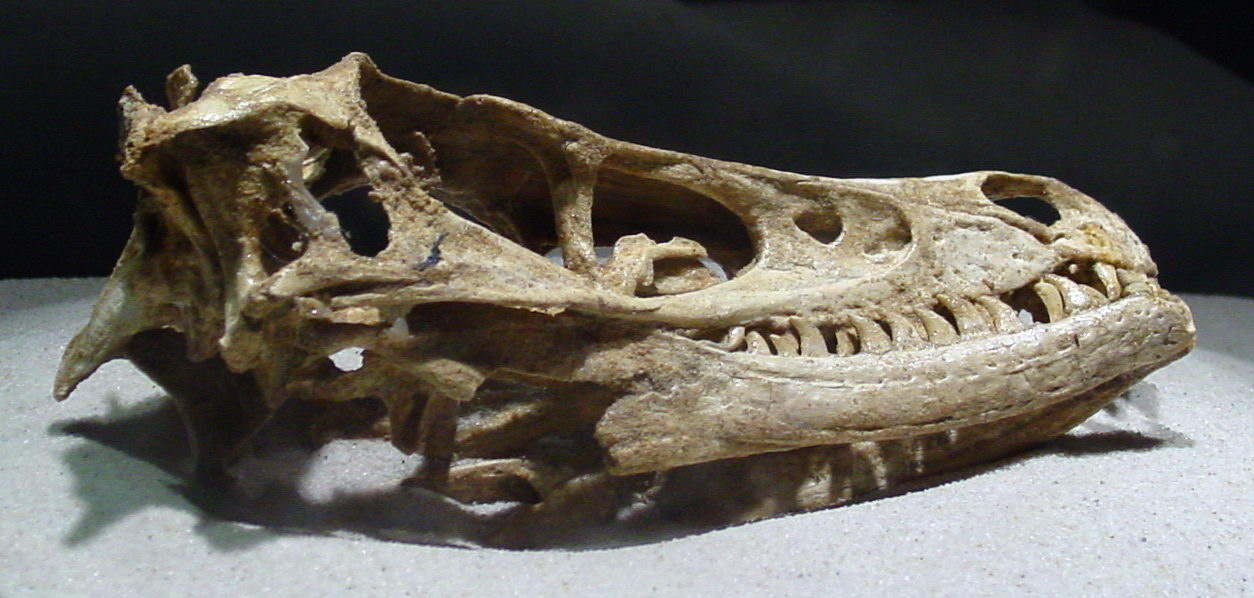
Egy jó állapotban megőrződött Velociraptor koponya

A hidegháború ideje alatt Mongólia lezárta határait az észak-amerikaiak előtt, a szovjet és lengyel tudósok azonban mongol kollégáikkal együttműködve számos további Velociraptor-példányt találtak, melyek közül a legismertebb a lengyel-mongol csapat által 1971-ben feltárt „Harcoló dinoszauruszok” fosszíliához tartozik, ami egy harc közben elpusztult Velociraptor és egy Protoceratops maradványát őrzi. A lelet Mongólia nemzeti kincsének számít, de 2000-ben a New York-i Amerikai Természetrajzi Múzeum kölcsön kapta, hogy egy ideiglenes kiállítás keretében bemutathassa.
1988 és 1990 között egy kínaiakból és kanadaiakból álló csapat Észak-Kínában talált egy újabb Velociraptort. Ezután az Amerikai Természetrajzi Múzeum és a Mongol Tudományos Akadémia több mongol-amerikai expedíciót indított a Góbi-sivatagba, ahonnan 1990 és 1995 között további jó állapotban levő csontvázak kerültek elő. Az egyik ilyen példány, az IGM 100/980, az "Ichabodcraniosaurus" becenevet kapta Norell csapatától (Washington Irving Az álmosvölgy legendája című elbeszélésében szereplő Ichabod Crane-re utalva), mivel a majdnem teljes csontvázat koponya nélkül találták meg. A példány a feltételezés szerint a Velociraptor mongoliensis fajhoz tartozik, de Norell és Makovicky nem voltak benne biztosak, mivel a lelet nem elég teljes ennek megállapításához, így továbbra is szabályos leírásra vár.
Az 1999-es Kínai-belga Dinoszaurusz Expedíció által felfedezett maxilla és könnycsont (a felső állcsont fő fogtartó csontjai, valamint a szemgödör elülső szélét alkotó csont) biztosan a Velociraptor nemhez tartozik, de nem a típusfajként leírt V. mongoliensishez. 2008-ban Pascal Godefroit és kollégái a csontokat V. osmolskae néven írták le (a lengyel őslénykutató, Halszka Osmólska tiszteletére).

## Eredet
A Velociraptor mongoliensis valamennyi példányát a mongóliai Ömnögovi tartomány területén levő Djadochta-formációban és Kína belső-mongóliai részén találták meg. Egy Velociraptor példány (amely feltehetőleg a V. mongoliensis fajhoz tartozik) azonban a valamivel később keletkezett Barun Goyot-formációban került felfedezésre, Mongóliában. Ezek a geológiai formációk körülbelül a késő kréta kor közepéről, a campaniai korszak idejéről származnak (83–70 millió évvel ezelőttről).
A V. mongoliensis példányait legtöbb esetben a Djadochta területén fedezték fel. A legelső példányra a (Bayn Dzak és Shabarakh Usu néven is ismert) Flaming-szikláknál találtak rá. A „Harcoló dinoszauruszok” pedig Tugrig (avagy Tugrugeen Shireh) területéről került elő. A legismertebb Barun Goyot-lelőhelyek, Khulsan és Khermeen Tsav szintén tartalmaztak a Velociraptor nemhez tartozó maradványokat. A Kína belső-mongóliai részén levő gazdag lelőhelyről, a Djadochta-formációval egyidős Bayan Mandahu-formációból egy fiatal V. mongoliensis részének tekintett fogak és egyéb maradványok kerültek elő. Ezeket azonban 2008-ig nem preparálták és nem is tanulmányozták. Egy részleges, felnőtt állathoz tartozó koponyát, amit a Bayan Mandahu-formációban fedeztek fel, a Velociraptor osmolskae fajhoz kapcsoltak.

### Ősökológia
A Velociraptor maradványait megőrző fosszília-lelőhelyeken száraz, homokdűnékkel tarkított környezet nyomait őrizték meg, melyen csak időszakos folyók voltak, azonban az újabb keletű Barun Goyot térség kissé nedvesebbnek tűnik a korábbi Djadochtánál. Némelyik teljes fosszília testhelyzete és a strukturálatlan homokkőben való megőrződésének módja arra utal, hogy több példány is élve temetődhetett el a három lelőhelyen gyakori homokviharok áldozataként.
A Velociraptor és a zsákmányát képező Protoceratops mellett az Udanoceratopshoz hasonló bazális ceratopsiák, a Pinacosaurushoz hasonló ankylosauridák, valamint oviraptorida, troodontida, egyéb (az Adasaurushoz hasonló) dromaeosaurida és alvarezsaurida theropodák éltek. A nem számos tagja jelen volt ezekben a formációkban, bár a fajok szintjén eltértek egymástól. Például a Djadochta-formációt a Velociraptor mongoliensis, a Protoceratops andrewsi és a Pinacosaurus grangeri népesítette be, míg a Bayan Mandahu-formáció a Velociraptor osmolskae, a Protoceratops hellenikorhinus és a Pinacosaurus mephistocephalus otthona volt. A fajok összetételében rejlő különbséget a két formációt elválasztó természetes határ vagy egy kisebb időbeli eltérés okozhatta.

## Osztályozás

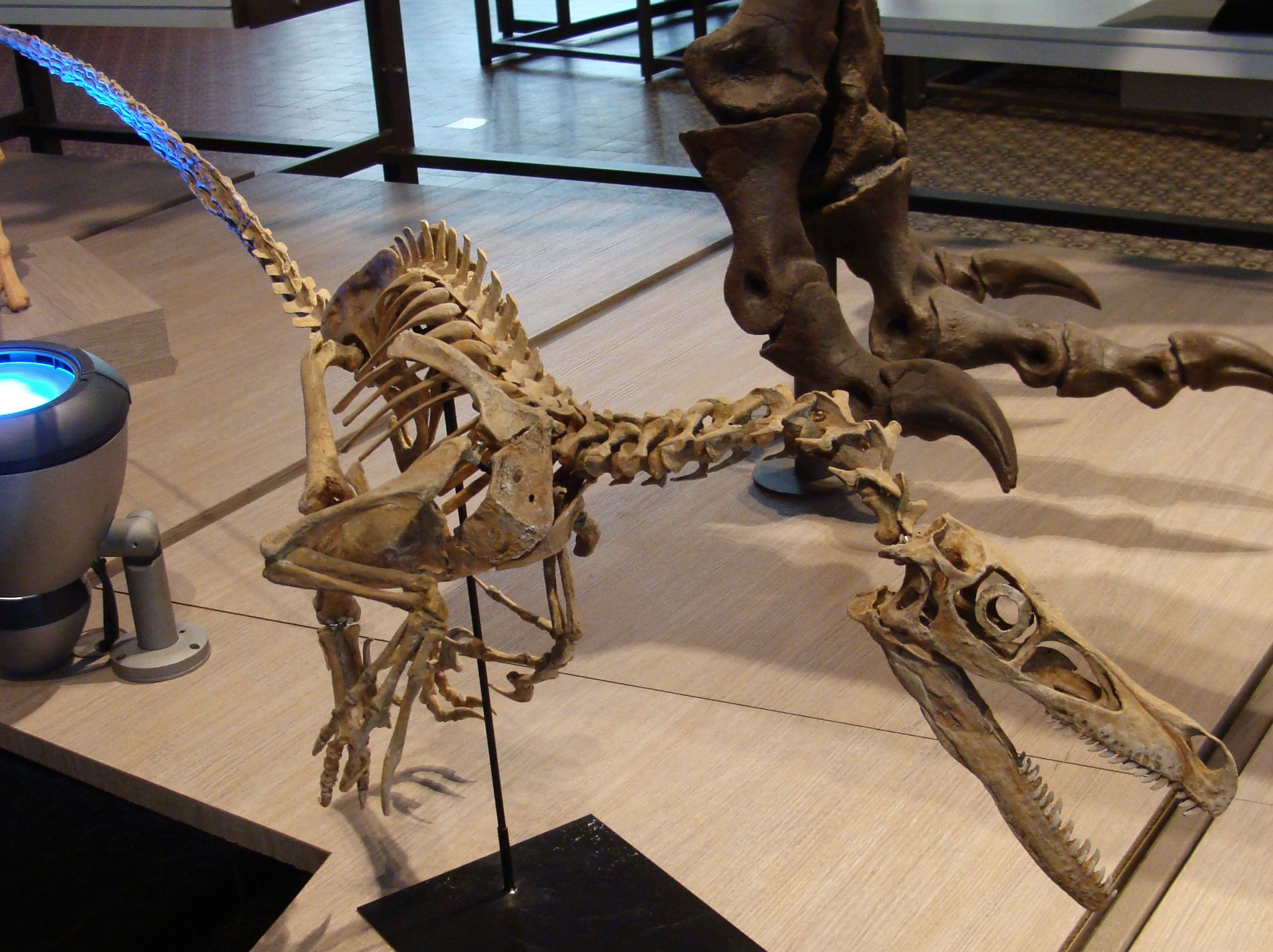
A Velociraptor mongoliensis felállított csontváza a Természettudományok Belga Királyi Intézetében (Institut Royal des Sciences naturelles de Belgique), Brüsszelben

A Velociraptor a Velociraptoinae alcsalád tagja, amely része a Dromaeosauridae családnak. A filogenetikus rendszertanban a Velociraptorinae rendszerint úgy definiálható, mint „azon dromaeosauridák csoportja, melyek közelebb állnak a Velociraptorhoz, mint a Dromaeosaurushoz”. A dromaeosauridák osztályozása rendkívül változékony. Eredetileg a Velociraptorinae alcsalád különállóként tartalmazta a Velociraptort. Egyes elképzések alapján azonban tartalmazza a Deinonychus és a Saurornitholestes nemeket is. Egy újabb keletű kladisztikai elemzés szerint a Velociraptorinae egy monofiletikus csoportot alkot, melybe bele tartozik a Velociraptor, a Deinonychus, a Tsaagan, és a vele közeli rokonságban álló (de még nem biztos elhelyezésű) Saurornitholestes.
Korábban a többi dromaeosauridanem, beleértve a Deinonychust és a Saurornitholestest is, egyetlen közös nemként, Velociraptorként volt besorolva. Ekkortájt a Deinonychus anirrhopus, V. antirrhopus, a Saurornitholestes langstoni pedig V. langstoni néven volt ismert. Mára azonban csak a V. mongoliensis és a V. osmolskae maradtak az érvényes, Velociraptor nembe besorolt fajok között.
1924-ben, mikor a fajról először készült leírás, még a Megalosauridae családba sorolták be, mivel ekkoriban a legtöbb ragadozó dinoszaurusz ebbe tartozott (a családdal együtt a Megalosaurus nem is egyfajta szemétkosár-taxonként szolgált), függetlenül attól, hogy a besorolt fajok egymással rokonságban álltak-e. A dinoszaurusz-felfedezések megszaporodásával nyilvánvalóvá vált, hogy a Velociraptor egy dromaeosaurida. Egyesek a dromaeosauridákat az Archaeopterygidae családhoz sorolják be (melynek következményeként a Velociraptor röpképtelen madárnak tekinthető).

## Ősbiológia

### Ragadozó viselkedés

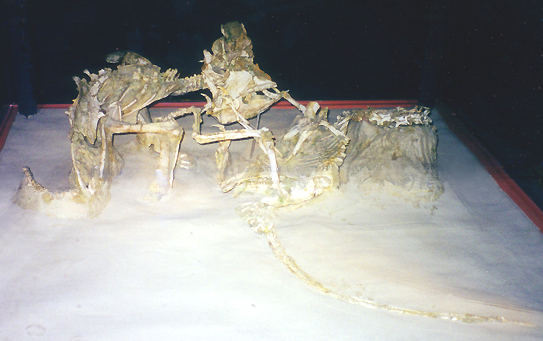
Az Amerikai Természetrajzi Múzeumban található „Harcoló Dinoszauruszok” fosszília, mely egy Velociraptor és egy Protoceratops maradványait őrizte meg

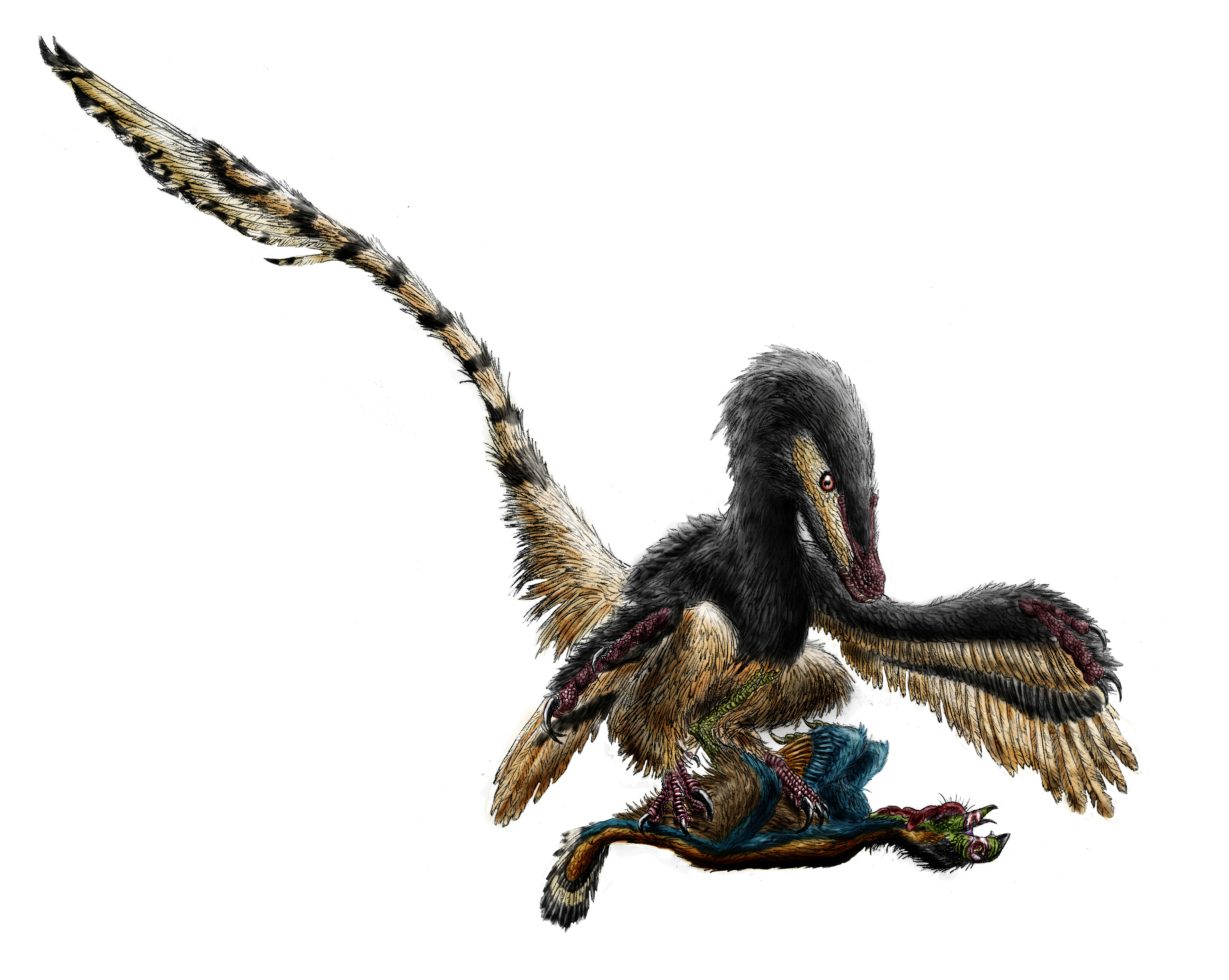
A prédáját sarló alakú karmaival leszorító Velociraptor rekonstrukciója

Az 1971-es „Harcoló Dinoszauruszok” lelet, mely egy harcoló Velociraptor és egy Protoceratops maradványait tartalmazza, egyértelmű bizonyíték az állat ragadozó mivoltára. Eredetileg úgy vélték, hogy a két állat vízbe fulladt. Mivel azonban egy ősi homokdűne által betemetve konzerválódtak, jelenleg azt feltételezik, hogy egy összeomló dűne vagy egy homokvihar temette be őket. Az életszerű helyzetből kiindulva a betemetődés rendkívül gyorsan történt. A Protoceratops két mellső, és egyik hátsó lábának eltűnése arra utal, hogy a dögevő állatok hozzáfértek a tetemhez.
A dromaeosauridák második lábujján található jellegzetes karmot vágásra használt fegyverként szokták leírni, amely a zsákmányállat felhasítására és kibelezésére szolgál. A „Harcoló Dinoszauruszok” leletnél a Velociraptor alul fekszik, egyik sarlószerű karma pedig áldozata torkába ágyazódik, míg jobb mellső végtagja a Protoceratops összezárt csőrében található. Ez arra utalhat, hogy a sarlós karom inkább az olyan létfontosságú szervek, mint a nyaki verőér, a fejverőér vagy a légcső elmetszésével történő precíz gyilkolásra volt használatos, mintsem a has felvágására. A karom inkább lekerekített, mintsem éles belső felülete alapján korábban kizárták azt a feltételezést, hogy ez a testrész alkalmas lehetett vágásra, jelenleg azonban csak a karom csontos magja ismert, a keratinból álló burok talán sokkal élesebb volt.
A bőrből és izomzatból álló vastag hasfalat nehéz lett volna felvágni egy tompa felülettel. Erre vonatkozóan a BBC 2005-ben elvégzett egy tesztet, amely a The Truth About Killer Dinosaurs (Az igazság a gyilkos dinoszauruszokról) című dokumentumfilmben látható. A producerek egy program segítségével létrehoztak egy mesterséges Velociraptor lábat, a zsákmányállatot pedig egy disznó hasával szimulálták. A karom nem volt képes teljesen áthatolni a hasfalon, amely alapján azt a következtetést vonták le, hogy az nem volt alkalmas az áldozat kibelezésére.
A Cloverly- és az Antlers-formációkban, a Velociraptor legközelebbi rokona, a Deinonychus maradványait az ornithopodák közé tartozó Tenontosauruséval együtt találták meg. E fosszíliák alapján arra következtettek, hogy ezek az állatok csoportban vadásztak. Az egyetlen szilárd bizonyíték a dromaeosauridák társas viselkedésre egy Kínában talált fosszilizálódott vadcsapás, amely hat nagy méretű példány lábnyomait őrzi, de ez sem nyújt bizonyítékot a csapatban való vadászatra. Mongóliában a Velociraptor és más dromaeosauridák maradványait kizárólag elkülönülve találták meg. A fosszilis bizonyítékok hiánya ellenére a Velociraptort csapatban vadászó ragadozóként szokták ábrázolni, ahogyan a Jurassic Park című filmben is látható.
Denver Fowler és munkatársai 2011-ben új elméletet vetettek fel arról, hogy a Velociraptor és hasonló dromaeosauridák hogyan kapták el és fogták le áldozatukat. A "raptor pray restraint"-nek (RPR, magyarul kb. raptorok prédájának leszorítása) elnevezett vadászati modell szerint a dromaeosauridák a mai vágómadarakhoz hasonló módon ölték meg áldozataikat: rájuk ugrottak, testsúlyukkal leteperték, és sarló alakú karmaikkal erősen megragadták őket. Akárcsak a vágómadarak, a dromaeosauridák is elkezdték élve felfalni zsákmányukat, míg az bele nem halt a vérveszteségbe és szerveinek leállásába. Ezt az elképzelést főleg a dromaeosauridák és mai, ismert viselkedésű ragadozómadarak lábai és karmai közti morfológiai és méretbéli hasonlóságokra alapozták. Fowler rájött, hogy a dromaeosauridák lába és lábfeje leginkább a sasokéra és sólymokéra hasonlít, főleg a megnagyobbodott második karmuk és lábuk hatósugara miatt. A láb ereje és a rövid lábközépcsontok viszont inkább a baglyokéra hasonlítanak. Az RPR stratégia összhangban van a Velociraptor testfelépítésével, például szokatlan állkapocs- és karmorfológiájával. A kar nagy erő kifejtésére volt képes, de valószínűleg hosszú tollak borították, ezért talán ezek csapkodásával, valamint merev farkukkal őrizték meg egyensúlyukat, miközben a vonagló prédájukon álltak. Az állkapcsot Fowler és kollégái viszonylag gyengének találták, ezért ha a rúgások nem voltak elegendők a préda megölésére, a mai, szintén gyenge állkapcsú komodói varánuszhoz hasonlóan harapásaikkal fűrészszerű mozgást hajtottak végre. E ragadozóadaptációk együttese talán megmagyarázza, miért kezdtek a paravesek verdesni a szárnyaikkal.

### Anyagcsere
A Velociraptor valószínűleg melegvérű volt, mivel a vadászati módszere jelentős energiát igényelt. A melegvérűség mellett szól az is, hogy a modern melegvérű állatok testét toll- vagy szőrtakaró szigeteli el a környezettől, a tollazat meglétét pedig a Velociraptornál is bizonyították. Azonban a dromaeosauridák és egyes korai madarak csontnövekedése a mai melegvérű emlősökhöz és madarakhoz viszonyítva mérsékeltebb anyagcserére utal. A kivi anatómiailag, valamint toll- és csontszerkezetét tekintve hasonlít a dromaeosauridákra, és orrüregeinek vizsgálata is hasonlóságokat mutat (amely kulcsfontosságú az anyagcsere összevetésénél). Az utóbbi állat egy meglehetősen aktív, röpképtelen madár, állandó testhőmérséklettel és lassú anyagcserével, így jól modellezhető vele a primitív madarak és a dromaeosauridák emésztése.

### Tollak

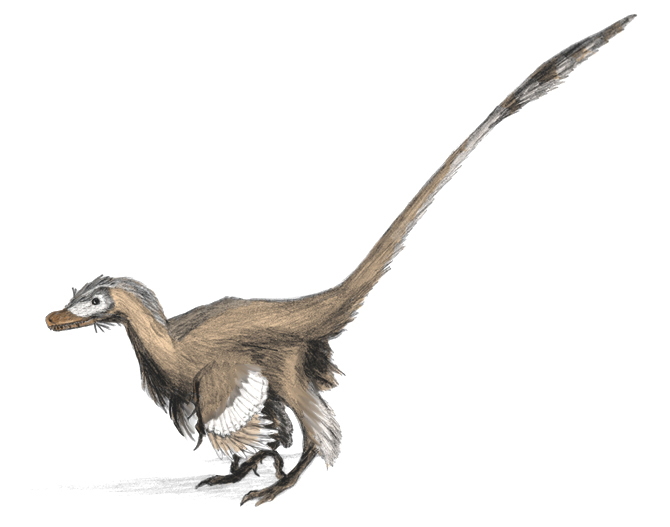
A Velociraptor tollakkal ábrázolt rekonstrukciója

A Velociraptorénál kezdetlegesebb dromaeosauridák fosszíliái között is léteznek olyan példányok, amelyek az állatok testén levő tollak és teljesen kifejlett tollas szárnyak maradványait őrzik. A tény alapján, miszerint a Velociraptor ősei tollasak voltak és feltételezhetően képesek voltak a repülésre is, az őslénykutatók hosszú időn át feltételezték, hogy a Velociraptor a röpképtelen futómadarakhoz hasonló tolltakaróval rendelkező állat lehetett.
2007 szeptemberében a kutatók tollszárcsomók maradványaira bukkantak egy mongóliai Velociraptor mellső lábán. A madarak szárnyán az ilyen csomók a tollak helyét jelzik, és a jelenlétük a Velociraptornál arra utal, hogy ez a dinoszaurusz tollas volt.
A tollszárcsomók hiánya nem feltétlenül utal arra, hogy egy dinoszaurusznak nem voltak tollai. A tollszárcsomók megtalálása a Velociraptor esetében azonban egyértelműen arra utal, hogy tollakkal rendelkezett. Ez olyasmi, amit már régóta sejtettünk, de eddig nem tudtunk bizonyítani.
Szerzőtársa, Mark Norell, az Amerikai Természetrajzi Múzeum fosszilis hüllőkkel, kétéltűekkel és madarakkal foglalkozó kurátora megerősítette a felfedezés jelentőségét:
A legtöbb dolog, amit találtunk és megtudtunk ezekről az állatokról, az az, hogy alapvetően nincs különbség a madarak és a közeli rokonságukba tartozó Velociraptorhoz hasonló dinoszaurusz őseik között. Mindegyiküknek van villacsontja, kotlanak a fészkeiken, a csontjaik üregesek és tollak borítják őket. Ha az olyan állatok, mint a Velociraptor még napjainkban is élnének, első látásra csupán nagyon szokatlan madaraknak tűnnének.
Alan Turner, Mark Norell és Peter Makoviczky szerint a tollszárcsomók nem találhatók meg valamennyi őskori madárnál (ahogy a ma élő flamingóknál sem), és a hiányuk nem jelenti azt, hogy ezeknek az állatoknak nem voltak tollaik. A jelenlétük azonban igazolja, hogy a Velociraptor modern, tollszárral és tollágakból álló zászlóval rendelkező tollakat viselt. Az IGM 100/981 jelzésű példány 1,5 méter hosszú és 15 kilogramm tömegű lehetett. A hat megőrződött csomó elhelyezkedése alapján a szerzők azt feltételezik, hogy 14 másodlagos, az alkarból kinövő szárnytolla volt. Összehasonlításképpen az Archaeopteryx 12 vagy több, a Microraptor 18, a Rahonavis pedig 10 hasonló tollal rendelkezett. A szerzők állítása szerint a szárnytollak számának eltérése az egymással közeli rokonságban álló fajok között várható, ehhez hasonló változatosság tapasztalható a modern madarak esetében is.
Turner és kollégái a Velociraptor tollainak jelenlétét úgy értelmezték, mint bizonyítékot arra az elméletre, ami szerint a nagyobb röpképtelen maniraptorák másodlagosan veszítették el a tollaikat a nagyobb testméret elérésével. Emellett megjegyezték, hogy a tollszárcsomók szinte egyetlen ma élő röpképtelen madárnál sem találhatók meg, és a (nagy mérete, illetve aránylag rövid karjai miatt feltehetően röpképtelen) Velociraptornál való jelenlétük azt bizonyítja, hogy a dromaeosauridák ősei képesek voltak a repülésre, miáltal a Velociraptor és a család többi tagja másodlagosan röpképtelen állatoknak tekintendők, továbbá feltételezhető, hogy a Velociraptor ősei is nagy szárnytollakkal rendelkeztek, bár ezek célja nyilván nem a repülés volt. A röpképtelen Velociraptor tollai feltehetően a párválasztás közbeni pózolásra, a költési időszakban a fészek melegen tartására vagy az emelkedőn felfelé történő futás sebességének megnövelésére szolgáltak.

## Popkulturális hatás
A Velociraptor a Michael Crichton által 1990-ben írt Őslénypark című regény, és a Steven Spielberg által 1993-ban rendezett filmadaptáció (Jurassic Park) révén vérszomjas és ravasz gyilkosként vált ismertté. A „raptorokat” azonban kissé nagyobb rokonuk, a Deinonychus alapján mintázták meg, melyet Gregory Paul ekkoriban még Velociraptor antirrhopus néven tartott nyilván. A történetben szereplő őslénykutatók egy Velociraptor csontvázat találnak Montana államban, a Deinonychus-csontvázak lelőhelyén, távol a Velociraptor ismert közép-ázsiai lelőhelyeitől. A regényben egyikük meg is említi, hogy a „… Deinonychus a Velociraptorok közé tartozik”, ami szintén arra utal, hogy Crichton a rendszertan ezen változatát használta, habár a „raptorokra” a regény V. mongoliensis néven utal.
A Velociraptor filmbeli ábrázolása tudományos szemszögből több okból sem megfelelő. Az egyik legnagyobb eltérés abból a tényből adódik, hogy modellként a Deinonychust használták fel, így méretük jóval nagyobb az egykori állatokénál. A méretnövelés azért volt szükséges, mert ennek segítségével a rendező drámaibb hatást érhetett el. Ugyanebből a célból változtatták meg az állat pofájának alakját is. A regényben és a filmben egyaránt hibának számít, hogy a Velociraptornak nincsenek tollai, pedig valójában sok más maniraptorához hasonlóan tollak fedték. A Jurassic Park III című filmben már részben tollas Velociraptorok szerepelnek, melyek hátát, fejét és nyakát tollszárszerű képződmények borítják, ezek azonban nem hasonlítanak a dromaeosauridáknál ismertté vált, madarakéhoz hasonló tollakra. Emellett a filmben szereplő állatok mellső lábai is eltérnek a dromaeosauridákétól, farkuk pedig túl rövid és hajlékony, ami ellentmond a fosszíliákból ismert tényeknek. A Jurassic Park III egyik szereplője azt állítja, hogy a Velociraptor okosabb, mint a delfinek, a bálnák és a főemlősök. A fosszíliák alapján ez igen valószínűtlen, bár elképzelhető, hogy más dinoszauruszokhoz viszonyítva értelmesek voltak, de intelligenciájuk feltehetően nem haladta meg a modern nagymacskákét. A Jurassic Worldben kiderül, hogy Dr. Wu ilyenre alkotta meg őket, sohasem törekedett a valóság visszaadására.
A Jurassic Park sikere folytán a Velociraptort gyakran használják a dinoszauruszok ábrázolására. Számos más filmben és tévéműsorban is szerepeltek, többek között az Őslények országa (The Land Before Time) című rajzfilmsorozatban és a Transformers spin-offjában, a Beast Wars-ban. Emellett három dokumentumfilmben is feltűntek, a Discovery Channel által készített Dinoszauruszok bolygója (Dinosaur Planet, 2003) első részében egy új falkához csatlakozó nőstény sorsát követhetjük nyomon, a BBC által készített Dinoszauruszok, a Föld urai egyik különkiadásában, Az Óriási karom (Walking With Dinosaurs: The Giant Claw, 2003) című részben is szerepel néhány, valamint Az igazság a gyilkos dinoszauruszokról című dokumentumfilmben is, amelyben egy Ankylosaurusra támadó Velociraptor látható.
A Velociraptor a zene és a sport világában is megjelent. Látható az NBA-s Toronto Raptors kosárlabdacsapat logóján, a Norma Jean nevű zenekar 2005-ös koncertkörútja pedig a „Velociraptour” nevet kapta. Emellett a Roboraptor nevű játékhoz is mintaként szolgált, és a számítógépes játékok világában is találkozhatunk vele a Jurassic Park játékadaptációjában, a Dino Crisis sorozatban, a Carnivores, a World of Warcraft, a Trespasser játékokban, valamint a Super Mario játéksorozatban Yoshi.

## Fordítás
- Ez a szócikk részben vagy egészben a Velociraptor című angol Wikipédia-szócikk ezen változatának fordításán alapul.  Az eredeti cikk szerkesztőit annak laptörténete sorolja fel. Ez a jelzés csupán a megfogalmazás eredetét és a szerzői jogokat jelzi, nem szolgál a cikkben szereplő információk forrásmegjelöléseként.